# Федеральный закон «Об охране здоровья граждан от воздействия окружающего табачного дыма и последствий потребления табака»
Федеральный закон от 23 февраля 2013 года № 15-ФЗ «Об охране здоровья граждан от воздействия окружающего табачного дыма и последствий потребления табака» (ранее Законопроект № 163560-6) — закон, вводящий полный запрет курения во всех закрытых общественных местах в соответствии с Рамочной конвенцией ВОЗ по борьбе против табака.
Подписан Президентом России 23 февраля 2013 года, вступил в силу 1 июня 2013 года, за исключением положений:
- статьи 13, вступивших в силу 1 января 2014 года;
- пунктов 3, 5, 6, 12 части 1 статьи 12; части 3 статьи 16; части 1-5, пункт 3 части 7 статьи 19, вступивших в силу 1 июня 2014 года;
- пунктов 1 и 2 части 1 и часть 2 статьи 18, вступающих в силу 1 января 2017 года[4].

## Содержание закона
Настоящий Федеральный закон в сфере охраны здоровья граждан от воздействия окружающего табачного дыма и последствий потребления табака перечисляет следующие меры на:
- общие понятия и принципы охраны здоровья граждан от воздействия окружающего табачного дыма и последствий потребления табака;
- права и обязанности граждан в сфере охраны здоровья от воздействия окружающего табачного дыма и последствий потребления табака;
- полномочия органов государственной власти в сфере охраны здоровья граждан от воздействия окружающего табачного дыма и последствий потребления табака.

### Ограничения мест для курения
- запрет с 1 июня 2013 года курения на территориях и в помещениях, предназначенных для оказания образовательных услуг, услуг учреждений культуры, учреждений органов по делам молодёжи, услуг физической культуры и спорта, на территориях и в помещениях, предназначенных для оказания медицинских, реабилитационных и санаторно-оздоровительных услуг, на транспортных средствах городского и пригородного сообщения, на открытых территориях на расстоянии менее 15 метров от входов в помещения железнодорожных вокзалов, автовокзалов, аэропортов, морских и речных портов, станций метрополитена, а также на станциях метрополитена, в помещениях железнодорожных вокзалов, автовокзалов, аэропортов, морских и речных портов, предназначенных для оказания услуг пассажирского транспорта, в помещениях социальных служб, в помещениях, занимаемых органами государственной власти, органами местного самоуправления, на рабочих местах и в рабочих зонах, организованых в помещениях, в лифтах и помещениях общего пользования жилых многоквартирных домов, на территориях детских площадок, пляжей, на автозаправочных станциях;
- поэтапный запрет курения в поездах дальнего следования, на воздушных судах и судах дальнего плавания, при оказании услуг по перевозкам пассажиров, в помещениях, предназначенных для предоставления жилищных услуг, услуг коммунальных гостиниц и прочих коммунальных мест проживания, услуг средств размещения для временного проживания туристов, в помещениях, предназначенных для предоставления бытовых услуг, услуг торговли, общественного питания и рынков, в нестационарных торговых объектах, на пассажирских платформах, используемых исключительно для перевозки пассажиров в поездах пригородного сообщения.

С 1 июня 2014 года запрещается курение в барах, ресторанах, поездах дальнего следования, платформах, электричках, общежитиях и гостиницах.
.

### Ограничения торговли табачными изделиями
С 1 июня 2013 года закон вводит следующие ограничения розничной торговли табачными изделиями:
- запрет продажи табачных изделий на расстоянии менее 100 метров по прямой линии от границ территорий образовательных учреждений;
- полный запрет продажи табачных изделий несовершеннолетним и торговли ими несовершеннолетними.

С 1 июня 2014 года запрещается продажа сигарет в торговых объектах — ларьках и киосках без торгового зала.

### Запрет рекламы
Закон вводит полный запрет рекламы табачных изделий, стимулирования их продажи и спонсорства, а также полный запрет на демонстрацию табачных изделий и процесса курения в контенте, предназначенном для детей и подростков.

### Прочие меры
- оказание населению медицинской помощи, направленной на отказ от потребления табака и лечение табачной зависимости;
- ценовые, налоговые и организационные меры по сокращению спроса на табачные изделия и ограничению торговли ими;
- просвещение и информирование населения о вреде потребления табака и вредном воздействии табачного дыма, которые планируется осуществлять посредством программ образования и информационных кампаний в средствах массовой информации;
- учёт производства, импорта, экспорта, оптовой и розничной торговли табачной продукцией, отслеживание производственного оборудования, движения и распределения табачных изделий;
- меры государственного контроля в сфере охраны здоровья граждан от воздействия окружающего табачного дыма и последствий потребления табака и ответственности за нарушения требований Федерального закона.

## Затронутые законы
Проект Федерального закона предполагает внесение изменений в следующие законы Российской Федерации:
- Федеральный закон «Об общих принципах организации законодательных (представительных) и исполнительных органов государственной власти субъектов Российской Федерации» (в части полномочий органов государственной власти субъектов Российской Федерации);
- Федеральный закон «Об общих принципах организации местного самоуправления в Российской Федерации» (в части вопросов местного значения муниципальных образований);
- Федеральный закон «О рекламе» (в части запрета рекламы табака);
- Кодекс Российской Федерации об административных правонарушениях (в части установления административной ответственности за нарушение законодательства Российской Федерации в сфере охраны здоровья населения от воздействия окружающего табачного дыма и последствий потребления табака).

## Список законов, утративших силу
- Федеральный закон «Об ограничении курения табака»;
- Федеральный закон «О внесении дополнения в статью 10 Федерального закона „Об ограничении курения табака“»;
- статья 50 Федерального закона «О внесении изменений и дополнений в некоторые законодательные акты Российской Федерации в связи с принятием Федерального закона „О лицензировании отдельных видов деятельности“»;
- Федеральный закон «О внесении изменений в статьи 3 и 6 Федерального закона „Об ограничении курения табака“»;
- статья 2 Федерального закона «О внесении изменений в главу 22 части второй Налогового кодекса Российской Федерации и некоторые другие законодательные акты Российской Федерации».

## История законопроекта

### Разработка, общественное обсуждение и рассмотрение закона в Правительстве РФ
В августе 2011 года Минздравсоцразвития России под руководством Татьяны Голиковой начал разработку антитабачного закона с названием «О защите здоровья населения от последствий потребления табака». В то же время началось общественное обсуждение закона, выложенное на официальном сайте Минздравсоцразвития России. 20 мая 2012 года Министерство здравоохранения и социального развития РФ внесло законопроект в Правительство РФ, однако через два дня после разделения ведомства на две части законопроект был возвращён уже в новое министерство здравоохранения России для доработки. Статс-секретарь — замминистра здравоохранения РФ Сергей Вельмяйкин сообщил в своём интервью, что Минздрав окончательно доработал законопроект с названием «Об охране здоровья населения от воздействия окружающего табачного дыма и последствий потребления табака» для технических поправок и сейчас завершает процедуру согласования со всеми заинтересованными ведомствами. В конце августа закон был внесён на рассмотрение в Правительство и продолжилось общественное обсуждение. Вероника Скворцова в интервью телеканалу «Россия 1» сообщила, что закон будет ратифицирован в три этапа. Премьер-министр России Дмитрий Медведев в своём видеоблоге анонсировал обсуждение антитабачного закона на заседании Правительства России, 18 октября на заседании Правительства законопроект был одобрен без возражений. 31 октября законопроект был внесён на рассмотрение в Государственную Думу.

### Рассмотрение закона в Госдуме

#### Предварительное рассмотрение
8 ноября в малом зале Госдумы состоялись парламентские слушания на тему «Законодательное обеспечение сокращения потребления табака на территории Российской Федерации». В ноябре 2012 года Алексей Митрофанов выступил с аналогичным законопроектом, существенно смягчяющим многие, предлагаемые Правительством Российской Федерации ограничения по курению и продаже сигарет. В частности, выступил против запрета на продажу сигарет в киосках и против полного запрета курения в заведениях общепита.

#### Первое чтение
14 декабря 2012 года Госдума приняла антитабачный закон в первом чтении (429 проголосовали за, 2 воздержались, 19 депутатов не голосовало).

#### Второе чтение
17 января 2013 года на очередном заседании комитета Госдумы по охране здоровья были рассмотрены таблицы поправок к антитабачному закону с названием «Об охране здоровья граждан от воздействия окружающего табачного дыма и последствий потребления табака»:
- Любое взаимодействие государственной власти и органов местного самоуправления с табачными организациями должно осуществляться публично, а обращения производителей табака, осуществляемые в письменной форме или в электронной форме, а также ответы на них подлежат публикации на официальном сайте государственного органа и в СМИ;
- Запрет курения на автозаправочных станциях, пассажирских платформах железнодорожных станций пригородных направлений, в лифтах и помещениях общего пользования жилых многоквартирных домов, в транспортных средствах, а также на расстоянии менее 15 метров от входов в аэро, ж/д и автовокзалов, портов и станций метрополитена;
- Необходимость размещения знака о запрете курения на соответствующих территориях;
- Запрещается демонстрация табачных изделий и процесса их потребления во вновь создаваемых и предназначенных для детей аудиовизуальных произведениях и передачах;
- Для граждан, которые примут решение бросить курить, предусматривается организация телефонных «горячих линий»;
- Медицинская помощь лицам, страдающим от никотиновой зависимости, оказывается без взимания платы в соответствии с программой государственных гарантий бесплатного оказания гражданам медицинской помощи;
- Продавец должен разместить в торговом зале перечень продаваемой табачной продукции, составленный одинаковым чёрным шрифтом на белом фоне в алфавитном порядке с указанием цены без использования каких-либо графических изображений и картинок.

Комитет не поддержал предложения некоторых депутатов о тотальном запрете курения в общественных местах, в присутствии детей, а также запреты курительных комнат в зданиях и мест для курения на производствах. На работе курить будет можно в специально оборудованных зонах. Также были отклонены смягчающие поправки, предложенные табачными лоббистами.
За таблицу поправок, рекомендуемых к принятию проголосовало 375 депутатов, воздержался один депутат, не участвовало в голосовании 74 депутата, голосов против не было, за таблицу поправок, рекомендуемых к отклонению проголосовало 378 депутатов, один воздержался, не участвовало 71 депутат, голосов против не было.
25 января 2013 года Государственная дума приняла во втором чтении законопроект «Об охране здоровья граждан от воздействия окружающего табачного дыма и последствий потребления табака», за принятие в целом законопроекта во втором чтении проголосовало 442 депутата, один против, воздержался один депутат, не участвовало в голосовании 6 депутатов.

#### Третье чтение
12 февраля 2013 года Госдума приняла антитабачный закон в окончательном третьем чтении (441 депутат за, один против, восемь депутатов не голосовало).

### Рассмотрение в Совете Федерации
После поступления законопроекта в Совет Федерации, его изучением занялись профильный комитет по социальной политике и комитеты-соисполнители по федеративному устройству, региональной политике, местному самоуправлению и делам Севера, по бюджету и финансовым рынкам, которые рекомендовали сенаторам одобрить закон.
20 февраля 2013 года Совет Федерации Федерального Собрания Российской Федерации начал обсуждение «антитабачного закона», во время которого сенаторы говорили только о поддержке этого закона. Лишь сенатор Вячеслав Новиков заявил о том, что антитабачный закон запрещает курилки во всех общественных местах, из-за которого ущемляется права курящих 40 % населения, которых загоняют в стресс.
Законопроект был одобрен 125 сенаторами, 4 против, 6 сенаторов воздержались.

### Прохождение закона у Президента РФ
23 февраля 2013 года Владимир Путин подписал закон. Он вступил в силу с 1 июня 2013 года.

## Комментарии к закону
Председатель Государственной Думы Сергей Нарышкин в интервью программе «Вести в субботу с Сергеем Брилёвым» телеканала «Россия-1» заявил, что вступивший в силу 1 июня антитабачный закон положительно скажется на здоровье граждан. Также по его словам закон будет корректироваться, в него будут вноситься изменения и поправки.
Лидер «Гражданской платформы» Михаил Прохоров подверг жёсткой критике принятый Госдумой и одобренный Советом Федерации антитабачный закон. По мнению экс-кандидата в президенты, российские власти не прислушались к мнению большей части населения, вычеркнули курильщиков из жизни и выступили за репрессивные меры. «Документ был принят палатами парламента „в стилистике советского прошлого“», — заявил он в интервью. «Все аргументы парламентариев в пользу закона являются лишь благими намерениями, которыми „вымощена дорога известно куда“», — выразил мнение политик.
По данным главы Министерства здравоохранения Российской Федерации, члена-корреспондента Российской академии медицинских наук (РАМН) Вероники Скворцовой, данный закон приведёт к спасению в России ежегодно 150—200 тысяч жизней.
Главный государственный санитарный врач России, руководитель Роспотребнадзора, академик Российской академии медицинских наук, заслуженный врач России Геннадий Онищенко отметил, что данный закон является большим шагом в борьбе с табакокурением, но требуются дальнейшие шаги.
Член-корреспондент РАМН, директор НИИ канцерогенеза Российского онкологического научного центра им. Н. Н. Блохина, президент Противоракового общества России Давид Заридзе положительно оценивает закон и считает, что запрет курения в общественных местах не только защищает некурящих от табачного дыма, но направлен и на активных курильщиков и поможет снизить заболеваемость раком лёгких.

## Реализация закона
Закон привел к наложению административных штрафов как на курильщиков, так и на лиц, нарушающих правила торговли табачными изделиями. Кроме того, закрылись многие табачные киоски. Также произошло увеличение количества сигарет в одной пачке и сильно осложнился выход на рынок новых марок сигарет.

### Административные штрафы
С ноября 2013 года по лето 2017 года за нарушение антитабачного законодательства в России Роспотребнадзор привлек к административной ответственности около 58 тыс. нарушителей. За первое полугодие 2017 года к административной ответственности в России были привлечены около 2 тысяч курильщиков, около 1,7 тысяч продавцов табачной продукции, около 700 индивидуальных предпринимателей и около тысячи юридических лиц за несоблюдение правил торговли сигаретами..

### Влияние на рынок сигарет
После запрета рекламы табачных изделий, а также запрета открытой выкладки сигарет, сильно осложнился вывод на рынок новых марок сигарет. В первом квартале 2014 года, после вступления в силу части статей закона и повышения акцизов, рынок табачной промышленности России сократился по оценкам производителей на 6-8 %.
Закон в принятом варианте запрещает продажу пачек, содержащих менее 20 сигарет; многие производители начали выпускать пачки с 25-30 сигаретами в каждой.
Запрет на продажу табачных изделий в киосках привел к закрытию сотен специализированных табачных киосков.

### Дополнительные региональные запреты
В некоторых регионах России местные власти ввели дополнительные антитабачные запреты и региональные административные штрафы.

#### Белгородская область
28 ноября 2013 года Белгородская областная дума приняла областной закон «О регулировании отдельных вопросов в сфере охраны здоровья населения от воздействия окружающего табачного дыма и последствий потребления табака», запрещающий курение:
- на расстоянии менее 15 метров от помещений органов власти и местного самоуправления;
- на расстоянии менее 15 метров от входов в торговые объекты, заведения общепита и бытовых услуг;
- в подземных и крытых надземных переходах;
- на остановках городского и пригородного общественного транспорта и в 15 метрах от них, за исключением пассажирских платформ;
- на парковках, в подземных гаражах.

Нарушение вышеуказанных запретов влечет штраф в размере от 500 до 1500 рублей.

#### Воронежская область
27 февраля 2014 года Воронежская областная дума приняла областной закон «О регулировании отдельных отношений в сфере охраны здоровья граждан от воздействия окружающего табачного дыма и последствий потребления табака в Воронежской области», запрещающий курение в специально отведенных местах проведения публичных мероприятий во время проведения таковых, на остановках общественного транспорта, в подземных и надземных переходах. Закон вступил в силу через 10 дней после официального опубликования.

#### Ивановская область
В 2015 году введены дополнительные ограничения курения табака в отдельных общественных местах и помещениях, расположенных на территории Ивановской области. Согласно статье 4 Закона Ивановской области «О мерах по охране здоровья граждан от воздействия окружающего табачного дыма и последствий
потребления табака» от 25.06.15,запрещается курение табака в следующих общественных местах и помещениях, расположенных на территории Ивановской области:
1) на остановочных пунктах, расположенных в городах и поселках, а также на расстоянии менее десяти метров от них;
2) на территориях парков, скверов и набережных (за исключением специально выделенных мест на открытом воздухе);
3) в местах (на территориях) проведения культурно-зрелищных, театрально-концертных, спортивных, общественно-политических мероприятий на открытом воздухе, обозначенных организаторами как место проведения таких мероприятий, во время их проведения;
4) в помещениях вспомогательного использования, предназначенных для удовлетворения гражданами бытовых и иных нужд, коммунальных квартир.

## Запрет курения табака на отдельных территориях, в помещениях и на объектах
1. Для предотвращения воздействия окружающего табачного дыма на здоровье человека запрещается курение табака (за исключением случаев, установленных частью 2 настоящей статьи):
1) на территориях и в помещениях, предназначенных для оказания образовательных услуг, услуг учреждениями культуры и учреждениями органов по делам молодежи, услуг в области физической культуры и спорта;
2) на территориях и в помещениях, предназначенных для оказания медицинских, реабилитационных и санаторно-курортных услуг;
Пункт 3 части 1 статьи 12 вступает в силу с 1 июня 2014 года (часть 3 статьи 25 данного документа).
3) в поездах дальнего следования, на судах, находящихся в дальнем плавании, при оказании услуг по перевозкам пассажиров;
4) на воздушных судах, на всех видах общественного транспорта (транспорта общего пользования) городского и пригородного сообщения (в том числе на судах при перевозках пассажиров по внутригородским и пригородным маршрутам), в местах на открытом воздухе на расстоянии менее чем пятнадцать метров от входов в помещения железнодорожных вокзалов, автовокзалов, аэропортов, морских портов, речных портов, станций метрополитенов, а также на станциях метрополитенов, в помещениях железнодорожных вокзалов, автовокзалов, аэропортов, морских портов, речных портов, предназначенных для оказания услуг по перевозкам пассажиров;
Пункт 5 части 1 статьи 12 вступает в силу с 1 июня 2014 года (часть 3 статьи 25 данного документа).
5) в помещениях, предназначенных для предоставления жилищных услуг, гостиничных услуг, услуг по временному размещению и (или) обеспечению временного проживания;
Пункт 6 части 1 статьи 12 вступает в силу с 1 июня 2014 года (часть 3 статьи 25 данного документа).
6) в помещениях, предназначенных для предоставления бытовых услуг, услуг торговли, общественного питания, помещениях рынков, в нестационарных торговых объектах;
7) в помещениях социальных служб;
8) в помещениях, занятых органами государственной власти, органами местного самоуправления;
9) на рабочих местах и в рабочих зонах, организованных в помещениях;
10) в лифтах и помещениях общего пользования многоквартирных домов;
11) на детских площадках и в границах территорий, занятых пляжами;
Пункт 12 части 1 статьи 12 вступает в силу с 1 июня 2014 года (часть 3 статьи 25 данного документа).
12) на пассажирских платформах, используемых исключительно для посадки в поезда, высадки из поездов пассажиров при их перевозках в пригородном сообщении;
13) на автозаправочных станциях.
2. На основании решения собственника имущества или иного лица, уполномоченного на то собственником имущества, допускается курение табака:
1) в специально выделенных местах на открытом воздухе или в изолированных помещениях, которые оборудованы системами вентиляции и организованы на судах, находящихся в дальнем плавании, при оказании услуг по перевозкам пассажиров;
2) в специально выделенных местах на открытом воздухе или в изолированных помещениях общего пользования многоквартирных домов, которые оборудованы системами вентиляции.
3. Требования к выделению и оснащению специальных мест на открытом воздухе для курения табака, к выделению и оборудованию изолированных помещений для курения табака устанавливаются федеральным органом исполнительной власти, осуществляющим функции по выработке государственной политики и нормативно-правовому регулированию в сфере строительства, архитектуры, градостроительства и жилищно-коммунального хозяйства, совместно с федеральным органом исполнительной власти, осуществляющим функции по выработке и реализации государственной политики и нормативно-правовому регулированию в сфере здравоохранения, и должны обеспечивать соблюдение установленных в соответствии с санитарным законодательством Российской Федерации гигиенических нормативов содержания в атмосферном воздухе веществ, выделяемых в процессе потребления табачных изделий.
4. Для лиц, находящихся в следственных изоляторах, иных местах принудительного содержания или отбывающих наказание в исправительных учреждениях, обеспечивается защита от воздействия окружающего табачного дыма в порядке, установленном уполномоченным Правительством Российской Федерации федеральным органом исполнительной власти по согласованию с федеральным органом исполнительной власти, осуществляющим функции по выработке и реализации государственной политики и нормативно-правовому регулированию в сфере здравоохранения.
5. Для обозначения территорий, зданий и объектов, где курение табака запрещено, соответственно размещается знак о запрете курения, требования к которому и к порядку размещения которого устанавливаются уполномоченным Правительством Российской Федерации федеральным органом исполнительной власти.
6. Органы государственной власти субъектов Российской Федерации вправе устанавливать дополнительные ограничения курения табака в отдельных общественных местах и в помещениях.

## Поправки к закону
26 января 2015 года член Совета Федерации Игорь Чернышев внес в Государственную думу законопроект 708778-6. Проект предусматривал:
А. Запрет курения:
1. В 15-метровой зоне от входов в здания и на территории, где курение запрещено действующей редакцией закона;
2. На территории рекреационных зон;
3. В подземных и надземных пешеходных переходах;
4. На остановочных пунктах общественного городского и пригородного транспорта.

Б. Установку в зонах запрета курения плакатов, содержащих краткие извлечения из нормативных правовых актов, устанавливающих ответственность за нарушение запретов курения, телефонный номер горячей линии и адрес электронной почты для приема сообщений о фактах нарушений, а также воспроизведение соответствующей голосовой информации на объектах, оборудованных
системой голосового информирования (транспорт, вокзалы и т. д.).
В. Запрет розничной торговли табаком и табачными изделиями:
1. На остановочных пунктах его следования и в зонах рекреационного назначения;
2. На расстоянии 100 метров от учреждений культуры, учреждениями органов по делам молодежи, услуг в области физической культуры и спорта, медицинских, реабилитационных и санаторно-курортных услуг;
3. В надземных и подземных пешеходных переходах;
4. На расстоянии 50 метров от детских площадок, железнодорожных вокзалов, автовокзалов, аэропортов, морских портов, речных портов, на станциях метрополитенов, предназначенных для оказания услуг по перевозкам пассажиров, в помещениях, предназначенных для предоставления жилищных услуг, гостиничных услуг, услуг по временному размещению и (или) обеспечению временного проживания, бытовых услуг.

Г. Увеличение в целом в 1,5 раза административных штрафов за нарушение антитабачного закона.
Д. Разрешение гражданам и общественным объединениям осуществления общественного контроля за соблюдением антитабачного закона.
По состоянию на 10 августа 2015 года законопроект получил 5 положительных и 0 отрицательных отзывов от парламентов субъектов Российской Федерации, был включён в Календарь рассмотрения вопросов на 25 сентября 2015 года но позже, в сентябре 2015 года, был отозван.